# Negli abissi del mare
Negli abissi del mare (Below the Surface) è un film muto del 1920 diretto da Irvin V. Willat sotto la supervisione di Thomas H. Ince. Sceneggiato da E. Magnus Ingleton da un soggetto di Luther Reed, il film aveva come interpreti Hobart Bosworth, Grace Darmond, Lloyd Hughes, George Webb, Gladys George, J.P. Lockney.

## Trama
Un sommergibile è rimasto incagliato nel fondale marino, poco al largo di un'isola del New England. Martin Flint, il più abile sommozzatore del posto, indossato lo scafandro da palombaro, si immerge, e, sapientemente coadiuvato dalla riva dal figlio Luther, riesce a trarre in salvo l'equipaggio.
James Arnold e la sua compagna e complice Edna Gordon, due faccendieri di Boston, vengono a sapere del salvataggio attraverso un articolo di un quotidiano, e decidono di sfruttare l'abilità dei Flint per recuperare l'oro che era a bordo di un brigantino naufragato anni prima nei pressi dell'isola. Martin rifiuta la proposta, ma Luther rimane ammaliato da Edna, che si fa passare per la sorella di James, e lo seduce, a scapito della tranquilla relazione che il giovane intratteneva con la compaesana Alice. Le informazioni che Martin ottiene da un investigatore privato, e secondo le quali i due bostoniani non condurrebbero una vita del tutto irreprensibile, a nulla valgono: Luther e Edna si sposano. La donna allora ha buon gioco nell'indurre Luther ad immergersi e a recuperare il tesoro, dopo di che sparisce, con l'oro, dalla circolazione.
Luther, in preda a seri scompensi dovuti alle immersioni, e prostrato dall'abbandono della moglie, cade gravemente malato. Martin allora, convinto dell'indissolubilità del vincolo matrimoniale, ma anche su consiglio del medico, va alla ricerca della nuora, e la ritrova, insieme a James, in un locale di cabaret della città. La nave sulla quale Martin e l'infastidita Edna, seguiti in incognito da James, stanno facendo ritorno all'isola, a causa di un banco di nebbia collide con un'altra imbarcazione e cola a picco. Edna e James rimangono intrappolati nella cabina, mentre Martin, in virtù della propria esperienza, è fra i pochi sopravvissuti al naufragio.
Appresa la notizia, l'inconsolabile Luther, nonostante il parere contrario del padre, vuole immergersi in prossimità del relitto, quanto meno per recuperare il cadavere della moglie. Quando è sul fondo i cordami della sua tuta si impigliano nello scafo, e sarà Martin a tuffarsi e, con una pericolosa immersione, a liberare il figlio. Luther e i genitori sono riuniti a casa qualche tempo dopo la sciagura, ed Alice, ben accetta, ricompare.

## Produzione
Il film fu prodotto dalla Thomas H. Ince Corporation con il titolo di lavorazione The Oath.

## Distribuzione
Il copyright del film, richiesto da Thomas H. Ince, fu registrato il 13 maggio 1920 con il numero LP15109.
Distribuito dalla Famous Players-Lasky Corporation, il film - presentato da Thomas H. Ince - uscì nelle sale cinematografiche degli Stati Uniti nel giugno 1920. In Finlandia, il film fu distribuito il 22 aprile 1923. In Italia venne distribuito nel 1923.
Nel settembre 2005, la Grapevine Video ha pubblicato il film in DVD NTSC.

### Conservazione
Copie complete della pellicola si trovano conservate negli archivi della Library of Congress di Washington, in quelli del Filmmuseum di Amsterdam e in quelli dell'Academy Film Archive di Beverly Hills.